# Pseudocercospora pseudoeucalyptorum
Pseudocercospora pseudoeucalyptorum är en svampart som beskrevs av Crous 2004. Pseudocercospora pseudoeucalyptorum ingår i släktet Pseudocercospora och familjen Mycosphaerellaceae.   Inga underarter finns listade i Catalogue of Life.